# Парламентские выборы в Джибути (2008)
Парламентские выборы в Джибути проводились 8 февраля 2008 года. В них участвовало 65 кандидатов на 65 мест Национальной ассамблеи. Все кандидаты представляли правящий Союз за президентское большинство (UMP). Оппозиция бойкотировала выборы и в результате все места получила UMP.
Оппозиция заявляла, что избирательная система гарантировала победу правящей партии. На предыдущих выборах 2003 года оппозиция получила 38 % голосов, но ни одного места в парламенте, поэтому она безуспешно требовала установить пропорциональное представительство в парламенте. Лидер оппозиционного Союза за демократическую альтернативу Измаэль Геди Аред заявил, что страна фактически имеет однопартийную систему, в которой не соблюдается ни одно демократическое правило, и что правительство не желает установить пропорциональное представительство из-за страха недовольства.

## Результаты
Результаты выборов 8 февраля 2008 года в Национальную ассамблею
| Партии и коалиции | Голоса  | %     | Места |
| --- | ------- | ----- | ----- |
| Союз за президентское большинство (Union pour la Majorité Présidentielle) - Народное движение за прогресс (Rassemblement populaire pour le Progrès) - Фронт за восстановление единства и демократии (Front pour la Restauration de l’Unité et de la Démocratie) - Национальная демократическая партия (Parti National Démocratique) - Социал-демократическая народная партия (Parti Populaire Social Démocrate) - Союз партизан за реформы (Union des Partisans de la Réforme) | 103 463 | 94,06 | 65    |
| Недействительных/пустых бюллетеней | 6536    | 5,94  | —     |
| Всего (явка 72,61 %) | 109 999 |       | 65    |
| Источник: AFP Архивная копия от 21 мая 2011 на Wayback Machine |         |       |       |